# Пунтони (Пистоја)
Пунтони је насеље у Италији у округу Пистоја, региону Тоскана.
Према процени из 2011. у насељу је живело 27 становника. Насеље се налази на надморској висини од 30 м.